# Parsons (Tennessee)
Parsons es una ciudad ubicada en el condado de Decatur en el estado estadounidense de Tennessee. En el Censo de 2010 tenía una población de 2.373 habitantes y una densidad poblacional de 221,1 personas por km².

## Geografía
Parsons se encuentra ubicada en las coordenadas 35°39′5″N 88°7′23″O / 35.65139, -88.12306. Según la Oficina del Censo de los Estados Unidos, Parsons tiene una superficie total de 10.73 km², de la cual 10.73 km² corresponden a tierra firme y (0%) 0 km² es agua.

## Demografía
Según el censo de 2010, había 2.373 personas residiendo en Parsons. La densidad de población era de 221,1 hab./km². De los 2.373 habitantes, Parsons estaba compuesto por el 89.72% blancos, el 6.19% eran afroamericanos, el 0.13% eran amerindios, el 0.51% eran asiáticos, el 0% eran isleños del Pacífico, el 1.73% eran de otras razas y el 1.73% pertenecían a dos o más razas. Del total de la población el 6.41% eran hispanos o latinos de cualquier raza.